# لورا چیسا
لورا چیسا (انگلیسی: Laura Chiesa؛ زادهٔ ۵ اوت ۱۹۷۱) ورزشکار شمشیربازی اهل ایتالیا است.
وی در مسابقات کشوری و بین‌المللی در مجموع برندهٔ ۱ مدال نقره شده‌است.